# Nerina Montagnani
Nerina Montagnani (Maranello, 20 aprile 1897 – Maranello, 4 novembre 1993) è stata un'attrice italiana.

## Biografia
Nata a Maranello dal possidente Giuseppe Montagnani e dalla massaia Teresa Ferrari, esordì nel 1965 all'età di sessantotto anni, e da allora fu per oltre un ventennio caratterista cinematografica: prima di diventare attrice, era stata una domestica, a servizio anche della nobildonna Casati, e per un periodo aveva vissuto in Francia. La sua prima pellicola, dove apparve in un piccolo ruolo non accreditato, fu Gli amanti latini, diretta nel 1965 da Mario Costa.
A questo western fecero seguito molti altri film, spesso commedie. Nel 1976 interpretò la parte della nonna del protagonista, cui dava volto Enrico Montesano, nel film Febbre da cavallo, accanto a Gigi Proietti e Catherine Spaak. All'età di ottant'anni partecipò con Ugo Tognazzi all'episodio Mammina e mammone del film I nuovi mostri (1977).
Nel 1985 prese parte alla parodia de I promessi sposi, realizzata da Antonello Falqui con il Quartetto Cetra. 
Per quasi quindici anni, a partire dal 1977, recitò in televisione, nella parte di Natalina, come spalla di Nino Manfredi negli spot pubblicitari del caffè Lavazza.
Intorno al 1990, ritornò a vivere nel suo paese natale, dove morì tre anni dopo per una broncopolmonite.

## Filmografia
- Gli amanti latini, regia di Mario Costa (1965)[2]
- Da uomo a uomo, regia di Giulio Petroni (1967)
- Serafino, regia di Pietro Germi (1968)
- Vedo nudo, regia di Dino Risi (1969)
- Terzo Canale - Avventura a Montecarlo, regia di Giulio Paradisi (1970)
- L'interrogatorio, regia di Vittorio De Sisti (1970)
- La Califfa, regia di Alberto Bevilacqua (1970)
- Il debito coniugale, regia di Franco Prosperi (1970)
- Dramma della gelosia (tutti i particolari in cronaca), regia di Ettore Scola (1970)
- Una prostituta al servizio del pubblico e in regola con le leggi dello stato, regia di Italo Zingarelli (1970)
- La supertestimone, regia di Franco Giraldi (1971)
- La moglie del prete, regia di Dino Risi (1971)
- Il prete sposato, regia di Marco Vicario (1971)
- Trastevere, regia di Fausto Tozzi (1971)
- Le avventure di Pinocchio, regia di Luigi Comencini (1971)
- Anche se volessi lavorare, che faccio?, regia di Flavio Mogherini (1972)
- Il tuo vizio è una stanza chiusa e solo io ne ho la chiave, regia di Sergio Martino  (1972)
- Che?, regia di Roman Polański (1972)
- Ultimo tango a Zagarol, regia di Nando Cicero (1973)
- Commissariato di notturna, regia di Guido Leoni (1973)
- Passi di danza su una lama di rasoio, regia di Maurizio Pradeaux (1973)
- Il Saprofita, regia di Sergio Nasca (1974)
- Innocenza e turbamento, regia di Massimo Dallamano (1974)
- Abbasso tutti, viva noi, regia di Gino Mangini (1974)
- Per le antiche scale, regia di Mauro Bolognini (1975)
- Languidi baci... perfide carezze, regia di Alfredo Angeli (1976)
- Il soldato di ventura, regia di Pasquale Festa Campanile (1976)
- Febbre da cavallo, regia di Steno (1976)
- San Pasquale Baylonne protettore delle donne, regia di Luigi Filippo D'Amico (1976)
- Le avventure e gli amori di Scaramouche, regia di Enzo Girolami (1976)
- L'appuntamento, regia di Giuliano Biagetti (1977)
- I nuovi mostri, regia di Mario Monicelli (1977)
- Suor Omicidi, regia di Giulio Berruti (1978)
- Travolto dagli affetti familiari, regia di Mauro Severino (1978)
- Tutti a squola, regia di Pier Francesco Pingitore (1978)
- Ciao nì!, regia di Paolo Poeti (1979)
- Bambulè, regia di Marco Modugno (1979)
- Atsalut pader, regia di Paolo Cavara (1979)
- Dimenticare Venezia, regia di Franco Brusati (1979)
- Delitto a Porta Romana, regia di Bruno Corbucci (1979)
- Mare amore - Frammenti di storie d'amore, regia di Angelo Pann (Angelo Pannacciò) (1985)
- Il ragazzo del Pony Express, regia di Franco Amurri (1986)

## Programmi radio Rai
- Topolino nel castello incantato, radiofantasia di Angelo Nizza e Riccardo Morbelli, musiche di Egidio Storaci regia di Riccardo Massucci, programma per i piccoli, 28 dicembre 1950.

## Doppiatrici italiane
- Flora Carosello in Febbre da cavallo, Delitto a Porta Romana
- Deddi Savagnone in Vedo nudo
- Lydia Simoneschi in Il tuo vizio è una stanza chiusa e solo io ne ho la chiave